# Anthomastus venustus
Anthomastus venustus is een zachte koraalsoort uit de familie Alcyoniidae. De koraalsoort komt uit het geslacht Anthomastus. Anthomastus venustus werd in 1974 voor het eerst wetenschappelijk beschreven door Tixier-Durivault & d'Hondt. 